# シトロエン・DS3
DS 3は、フランスの自動車メーカー、シトロエンおよびDSオートモビルズが2009年から2019年まで製造・販売していたBセグメントの3ドアハッチバック型コンパクトカーとセミオープンカーの乗用車である。
発売当初はシトロエンブランドから販売されていたが、2016年にDSブランドでの販売に変更された。

## 概要

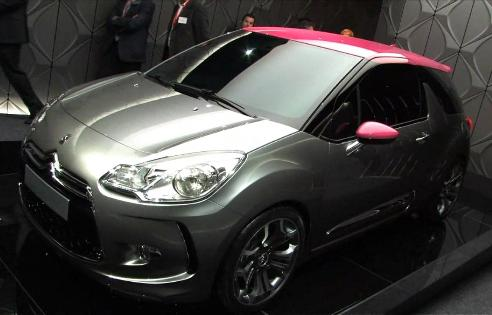
DSインサイド

2009年2月のジュネーブ・モーターショーで発表されたコンセプトカー、DSインサイドの市販版で、同年9月のフランクフルトモーターショーで発表された。11月に欧州で、翌2010年5月6日には日本での販売が開始された。C3 (2代目) とプラットフォームを共有する。
2012年10月にはモンディアル・ド・ロトモビル（パリサロン）でセミオープンモデルの「DS3カブリオ」がワールドプレミアとなり、その後発売された。日本市場では2013年6月18日に発表され、7月5日に販売を開始した。
車名の「DS」は1955年に発売された同社の大型高級乗用車「シトロエン・DS」に由来し、C3やC5などの「Cライン」とは一線を画した高級車シリーズである「DSライン」の第一弾として投入された。「Different Spirit」の意味も込められており（日本では一般的に知られる意味ではあるが、メーカー本国の公式ではなく他にも異説がある）、シトロエンブランドの新しい価値を表現している。
外観ではDSをモチーフとした、ルーフが浮いているように見える「フローティングルーフ」が特徴。カラーのカスタマイズ要素が取り入れられており、ボディやルーフ、ダッシュボードやシートカラーなどを自由に組み合わせられる「ビークルパーソナリゼーション」が設定されているため、組合せによっては、世界に一台だけのパーソナルカーを作ることも可能である。製造はフランスのポワシー工場。
2015年2月3日、日本市場向けに新デザインのキセノンフルLEDヘッドライトなどを採用した「DS3 ニューライトシグネチャー」を設定し発売。
2016年6月1日、DSブランドが独立したことに伴い、日本市場向けの「DS3」および「DS3カブリオ」がマイナーチェンジされ、シトロエンブランドからDSブランドでの販売に変更となった。フロントグリル中央にDSロゴを配置し、「DS LEDビジョン」と呼ばれるヘッドライトを備える。ボディーカラーやルーフカラーが一新されたほか、ボディ剛性も向上した。
2019年、DS3クロスバックの登場に伴い販売終了した。

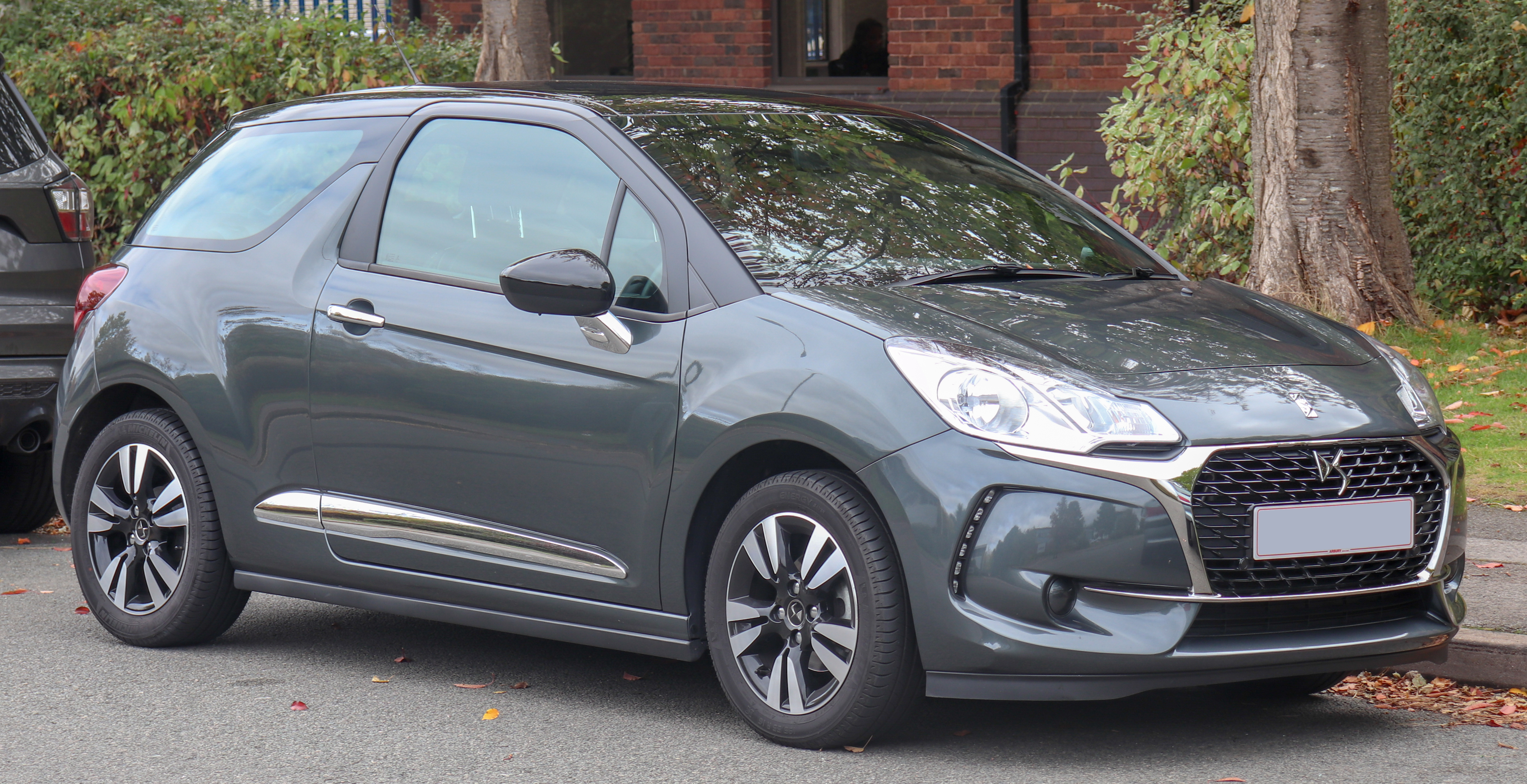
DS3 2016
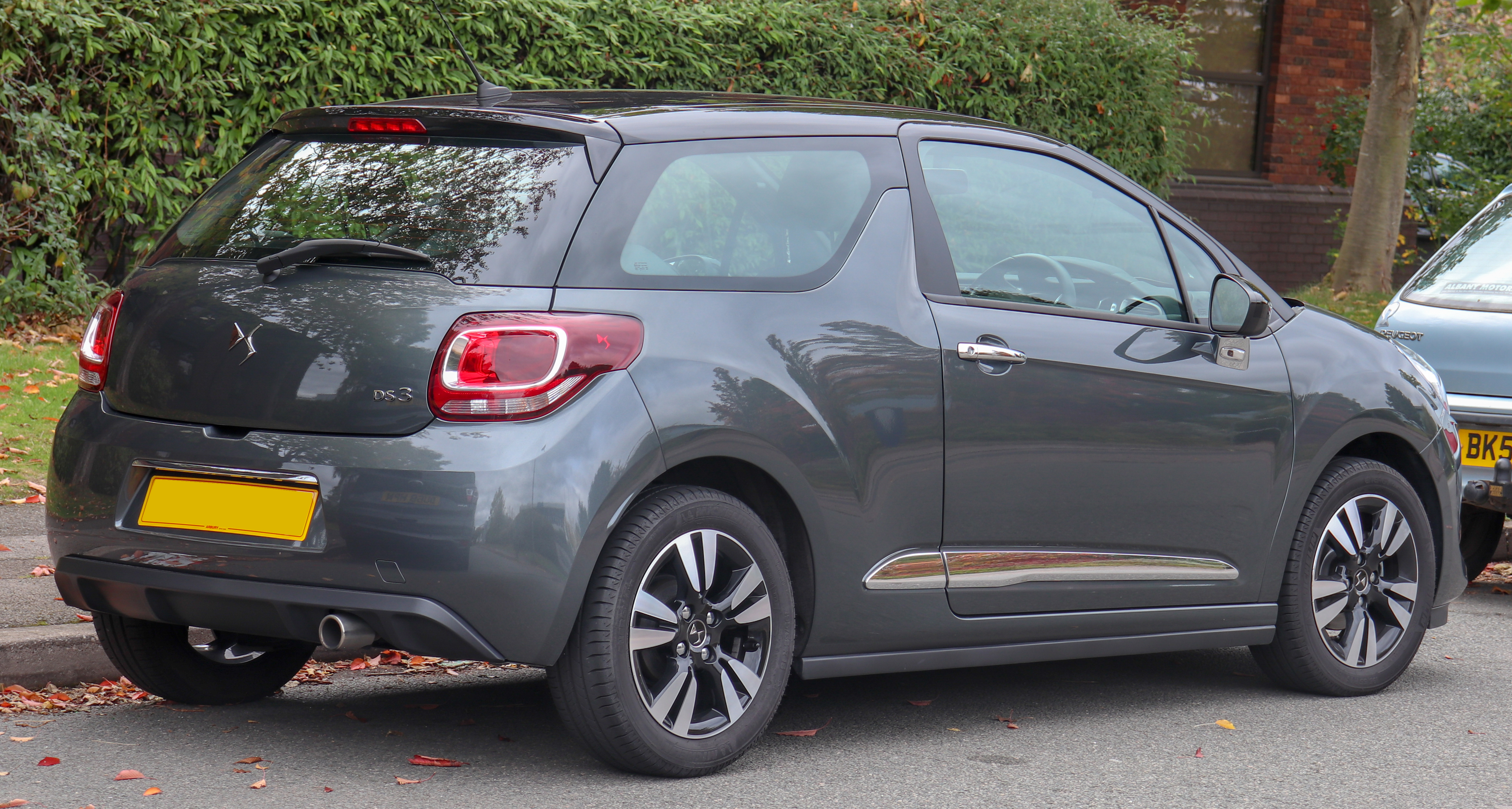
DS3 2016

## メカニズム
ボディバリエーションは当初、3ドアハッチバックのみだったが、モデル途中より「カブリオ」も追加され、計2種となった。後者は機構上、ハッチゲートの代わりにポップアップ（跳ね上げ）式のトランクリッドが備わる。
カブリオ最大の特徴として、フィアット・500C同様、完全なオープンスタイルではなく、両サイドのパネルを残して中央（天井とゲート）部分だけをスイッチひとつで開閉させる電動ソフトトップが挙げられる。開閉は全閉状態、屋根部分半開の「ミドルオープン」、屋根部分全開の「セミオープン」に加え、スイッチを長押しすることでリヤガラスが前方に倒れて幌が後端まで下がる「フルオープン」の4段階に調整が可能であり、フルオープン時でもハイマウントストップランプが作動するように設計されている。なお、全閉状態からフルオープンまでの所要時間は約16秒である。
エンジンは、ガソリン直列4気筒1.4L/1.6L/1.6Lターボの3種類で、ディーゼルは1.6Lで最高出力90hpと110hpのスペックが異なる2種類。トランスミッションは5速/6速MT、ガソリンの1.6Lには4速ATも用意された。
2014年2月、「Chic」は従来の1.6Lからプジョー・208や2008で先行搭載された新開発の1.2L・直列3気筒エンジンに換装され、新開発のトランスミッションETG5（5速エフィシェント・トロニック・ギヤボックス）を組み合わせたことで従来比70Kgの軽量化と燃費向上（JC08モードで19.4Km/L）を達成した。
なお、日本仕様車は前期が1.6Lのガソリンのみであったが、後期は上述の通り1.6Lと1.2Lガソリンの2種となり、1.2 LNA+ETG5はハッチバックに、1.6Lターボ+6速MTはハッチバックとカブリオの両方に設定される。2016年、 1.2LターボとアイシンAW製6ATの組み合わせに換装された。

## モータースポーツ
2011年から実施されたWRCの新規定WRカー、DS3 WRCのベース車となった。WRカーの規定に則り、四輪駆動+1.6リッターターボを搭載している。
またIRCのほか、ERCなどを始めとする地域選手権や、2013年以降のWRC3クラスのプライベーター向けに、グループR3T規定のDS3も販売されている。こちらは駆動方式はFFとなっている。
2014年に開幕した世界ラリークロス選手権にも四輪駆動に換装して参戦し、ペター・ソルベルグがドライバーズタイトル2連覇を達成している。

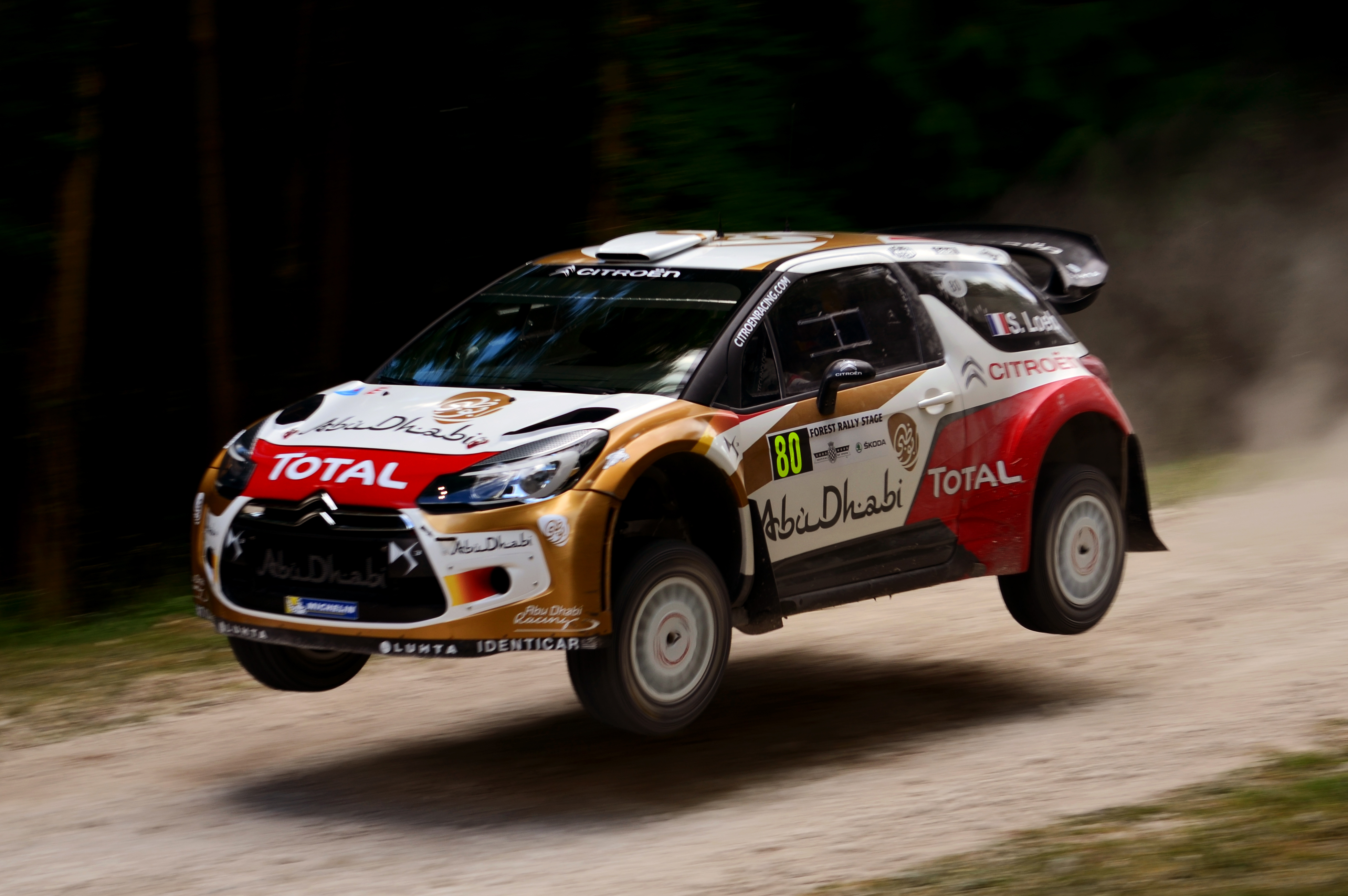
DS3 WRC
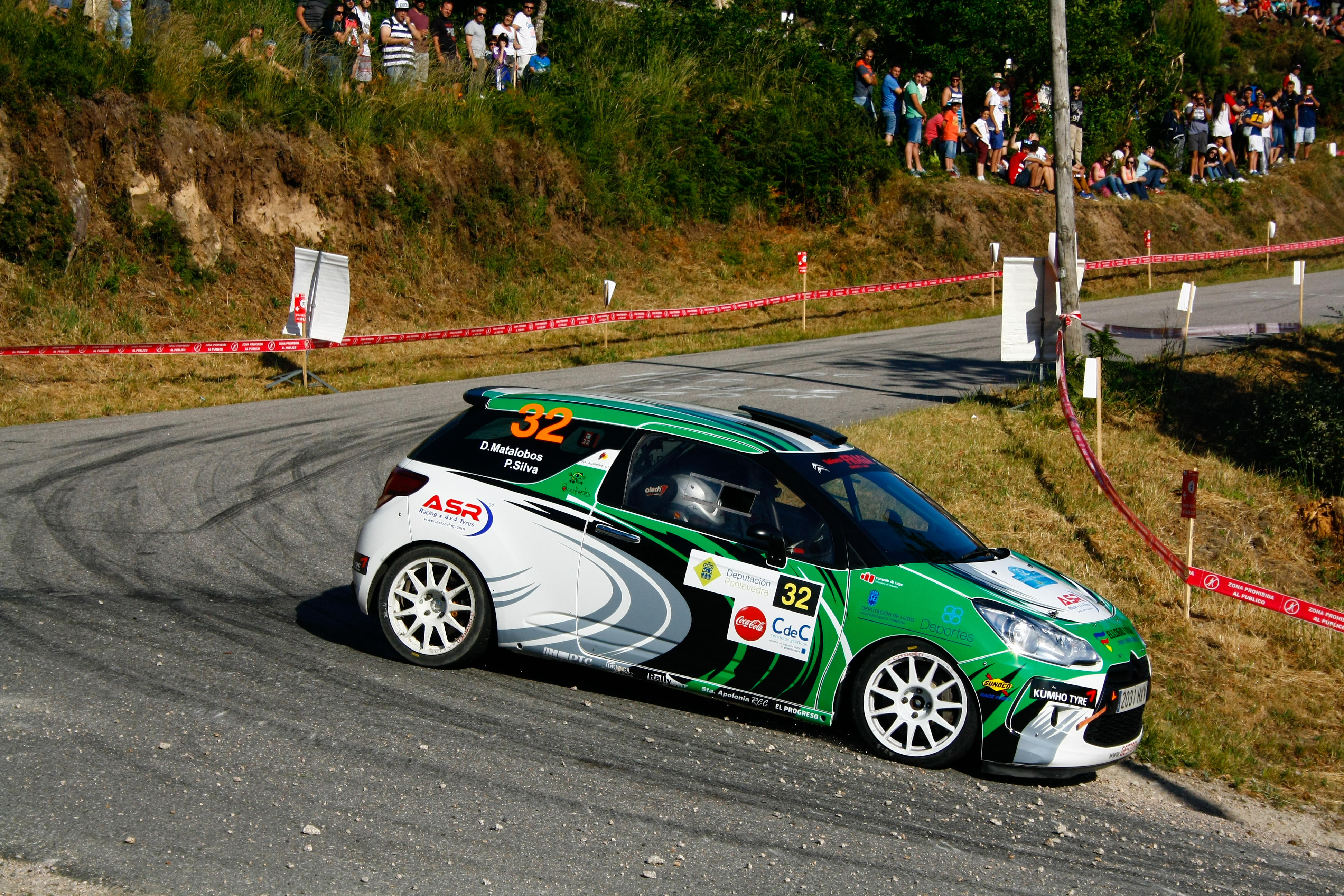
DS3 R3T
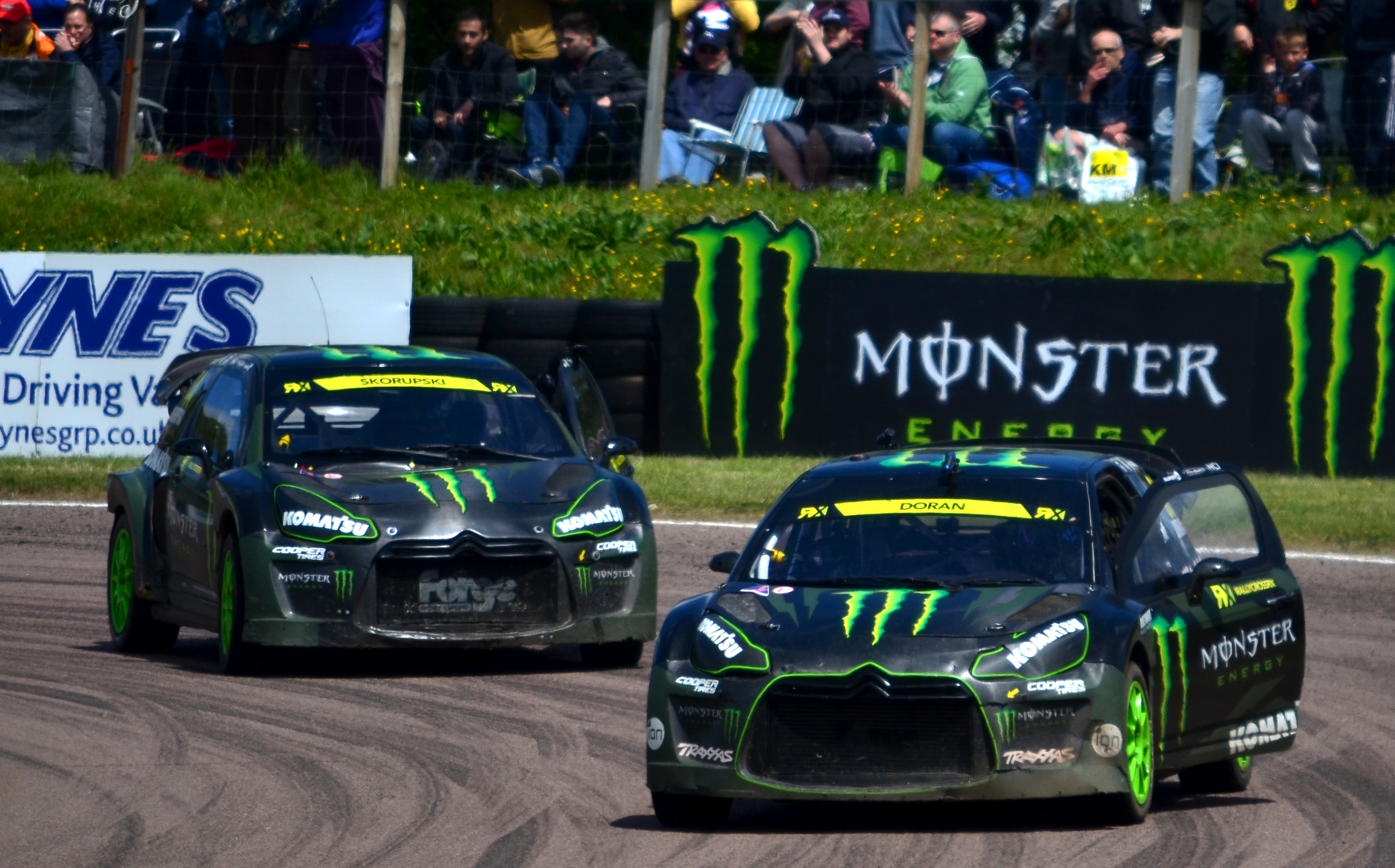
ラリークロス仕様